# 特納斯維爾 (新澤西州)
特納斯維爾（英語：Turnersville）是位於美國新澤西州格洛斯特縣的普查規定居民點。

## 人口
根據2020年美國人口普查的數據，特納斯維爾的面積為3.91平方千米，當中陸地面積為3.89平方千米，而水域面積為0.02平方千米。當地共有人口3594人，而人口密度為每平方千米919.18人。